# Silene laciniata
Silene laciniata là loài thực vật có hoa thuộc họ Cẩm chướng. Loài này được Cav. miêu tả khoa học đầu tiên năm 1801.